# جيمي وليامز (لاعب كرة قاعدة أمريكي)
جيمي وليامز (بالإنجليزية: Jimmy Williams)‏ هو لاعب كرة قاعدة أمريكي، ولد في 4 يناير 1847 في كاتاوبا في الولايات المتحدة، وتوفي في 23 أكتوبر 1918 في وستباري في الولايات المتحدة.